# Нюшьопинг (община)
Община Нюшьопинг (на шведски: Nyköpings kommun) е разположена в лен Сьодерманланд, източна централна Швеция с обща площ 1563 km2 и население 53 038 души (към 31 декември 2013). Административен център на община Нюшьопинг е едноименния град Нюшьопинг.